# Feel
Feel je třetí album americké skupiny Sleeping With Sirens, které bylo vydáno 4. června 2013. První singl, Low, byl vydán 23. dubna 2013. Celé album produkoval Cameron Mizell.

## Seznam skladeb
Všechny texty napsali společně Kellin Quinn a Jesse Lawson.
1. "Feel"
2. "Here We Go"
3. "Free Now"
4. "Alone" (feat. MGK)
5. "I'll Take You There" (feat. Shayley Bourget z Dayshell a Of Mice & Men)
6. "The Best There Ever Was" (feat. Fronz of Attila
7. "Low"
8. "Congratulations" (feat. Matty Mullins z Memphis May Fire)
9. "Déjà Vu"
10. "These Things I've Done"
11. "Sorry"
12. "Satellites"